# Wołodymyr Hałycki
Wołodymyr Francewycz Hałycki, ukr. Володимир Францевич Галицький, ros. Владимир Францевич Галицкий, Władimir Francewicz Galicki (ur. 27 sierpnia 1932 w Mohylewie, Białoruska SRR, zm. 12 lipca 2013 w Odessie, Ukraina) – ukraiński piłkarz pochodzenia białoruskiego, grający na pozycji pomocnika, trener piłkarski.

## Kariera piłkarska
Wychowanek drużyny zakładowej Maszynobudiwnyk Odessa. W 1952 został powołany do wojska i skierowany na służbę w wojskowym klubie OBO Odessa, w którym rozpoczął karierę piłkarską. W 1955 powrócił z wojska i krótko występował w Charczowyk Odessa. Potem bronił barw Awanhardu Żółte Wody. W 1958 przeszedł do Szachtara Kadijewka. W 1959 roku powrócił do Awanhardu Żółte Wody, ale przez otrzymaną kontuzję był zmuszony zakończyć karierę piłkarza.

## Kariera trenerska
Po zakończeniu kariery piłkarza rozpoczął karierę szkoleniowca. Najpierw trenował amatorski zespoły z Owidiopola i Iljiczewska. W 1967 pomagał trenować piłkarzy SKA Odessa. W następnym roku został zaproszony na stanowisko administratora Czornomorca Odessa. W 1970 opuścił Czornomoreć, ale w 1973 powrócił do Czornomorca na poprzednie stanowisko. W 1975 dołączył do sztabu szkoleniowego SKA Odessa, który przeniósł się do Tyraspolu i występował pod nazwą Zwiezda Tyraspol. W 1976 klub powrócił do Odessy i przywrócił nazwę SKA Odessa. Do 1978 pomagał trenować wojskowy klub, a potem przez dłuższy czas pracował w branży handlowej. W lipcu 1989 stał na czele SKA Odessa, którym kierował do końca roku.
12 lipca 2013 zmarł w Odessie w wieku 81 lat.

## Sukcesy i odznaczenia

### Sukcesy trenerskie
Czornomoreć Odessa (jako administrator)
- brązowy medalista Mistrzostw ZSRR: 1974

SKA Odessa (jako asystent)
- mistrz Ukraińskiej SRR: 1977
- brązowy medalista Mistrzostw Ukraińskiej SRR: 1976
- awans do Pierwoj Ligi ZSRR: 1978